# ولایت کاپیسا
کاپیسا یکی از ۳۴ ولایت‌ افغانستان به مرکزیت شهر محمودراقی است. کاپیسا کوچکترین ولایت افغانستان است و بیشترین تراکم جمعیتی را پس از کابل دارد. پهناوری آن ۱۸۴۲ کیلومتر مربع و جمعیت آن در سال ۲۰۲۴ ۵۲۳٬۲۰۱ نفر بود. از شمال به و ولایت پنجشیر، از غرب به پروان، از شرق به لغمان و از جنوب به کابل محدود است. ساکنان آن بر علاوه زبان‌های دری، به زبان پشتو نیز مسلط هستند. میانگین ارتفاع آن ۱۵۰۰ متر و بلندترین نقطه آن کوه فرژغان با ۴۵۵۳ متر بلندی است. کاپیسا از ولایت‌های سرسبز و خوش آب و هوای افغانستان است که دره‌های حاصلخیز آن توسط رودهای رود پنجشیر آبیاری می‌شود.

## نام
برگرفته از نام سانسکریت شهر باستانی کاپیسی (همان بگرام امروزی)، که توسط پانینی، زبان‌شناس هندی اهل گندهارا یاد شده. این شهر پایتخت تابستانی شاهنشاهی کوشان بوده و در منابع یونانی باستان و لاتین به نام‌های Alexandria of the Caucasus/اسکندریه قفقاز و Alexandria-Kapisa/اسکندریه کاپیسا نیز یاد شده‌است.

## پیشینه
پیشینه کاپیسا به دوران کانیشکا بزرگ امپراتور کوشانی و همچنان دوران بودایی یونان باختری می‌رسد که کاپیسا در آن زمان به عنوان پایتخت تابستانی کانیشکا انتخاب شده بود.

ازجمله مناطق تاریخی این ولایت میتوان به منطقه موسوم به خم‌زرگر در ولسوالی حصه‌اول کوهستان اشاره کرد که بیشتر آثار تاریخی در این منطقه نیز وجود دارد، خم‌زرگر یکی از مرکزهای مهم آیین بودایی بوده و دو تندیس یافت‌شده بودا که از نشانه‌هایش آتش زبانه می‌کشد و از کف پایش آب فوران می‌کند از موری خم‌زرگر و دومی از سنجن به‌دست آمده‌است.
بگرام به محل شهر قدیمی در افغانستان گفته می‌شود که مورخان چینی آن را کیپیش و جغرافی‌نگاران یونانی کاپیسا یاد کرده‌اند. خرابه‌های آن در شصت کیلومتری جنوب غربی کابل واقع است و بین بستر رودخانه و باریک آب قرار دارد. در جلگه کاپیسا یا کوه دامن و به‌خصوص در برج عبدالله که آن را قلعه شاهی نامیده‌اند، توسط موسیو فوشه و مسیوها گن فرانسوی حفریاتی شده و آثار زیادی از تمدن بودایی در آن محل به‌دست آمده‌است. هیوئن تسنگ زائر چینی در خاطرات خود می‌نویسد که کاپیسا روی‌هم‌رفته دارای صد معبد و شش هزار شمن (راهب) بودایی بوده‌است.
کورش بزرگ (۵۳۰ - ۵۸۰ ق م) بنیان‌گذار حکومت هخامنشیان، از طریق گدروزیا به سرزمین هند حمله‌ور شد، اما تنها موفق به تصرف پاروپامیساده که بین هندوکش و رخج قرار داشت شد. پلینی چنین گزارش می‌کند که شهر مشهور کاپیسا (بگرام) در این حملات با خاک یکسان شد.
براساس گفتهٔ تاریخ‌نویسان چینی رئیس قبیله کوشان در سال‌های ۳۹ تا ۲۷ ق. م. کیو-تسیو-کیو نام داشت که پس از پیروزی بر چهار قبیلهٔ دیگر خود را کوشان‌شاه خواند. کیو-تسیو-کیو یا قادر‌کودن پس از تصرف همهٔ ایالت بلخ با سپاه خود از هندوکش گذشت و نواحی کابل و کاپیسا را گشود و پس از آن تا کنارهٔ چپ رود سند پیش رفت و این سرزمین‌ها را از دست آخرین پادشاهان سکائی، جانشینان گندفر به درآورد و بنیاد شاهنشاهی کوشانی را در مشرق استوار کرد.
گروه طالبان در ۱۱ مهر ۱۳۷۵ ولایت کاپیسا را بدون هیچ مقاومتی تصرف کردند. این ولایت پس از گفتگوهای طالبان با فرماندار کاپیسا سقوط کرد.

## جغرافیا

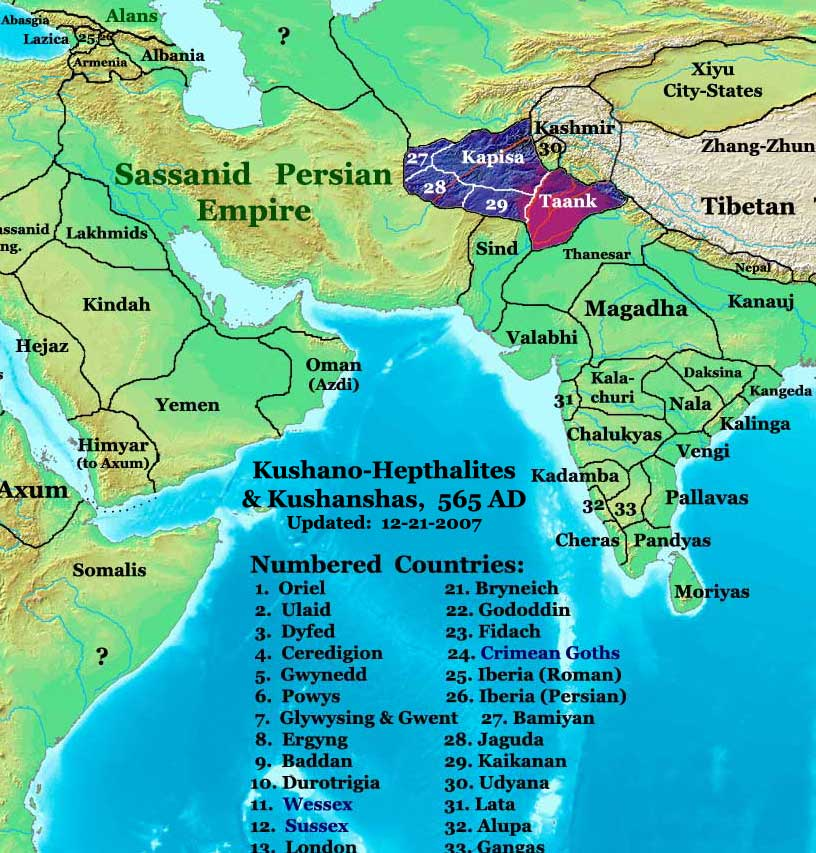
کاپیسا و سایر پادشاهی‌های کوشانی هپتالی در حدود سال ۵۶۵ میلادی

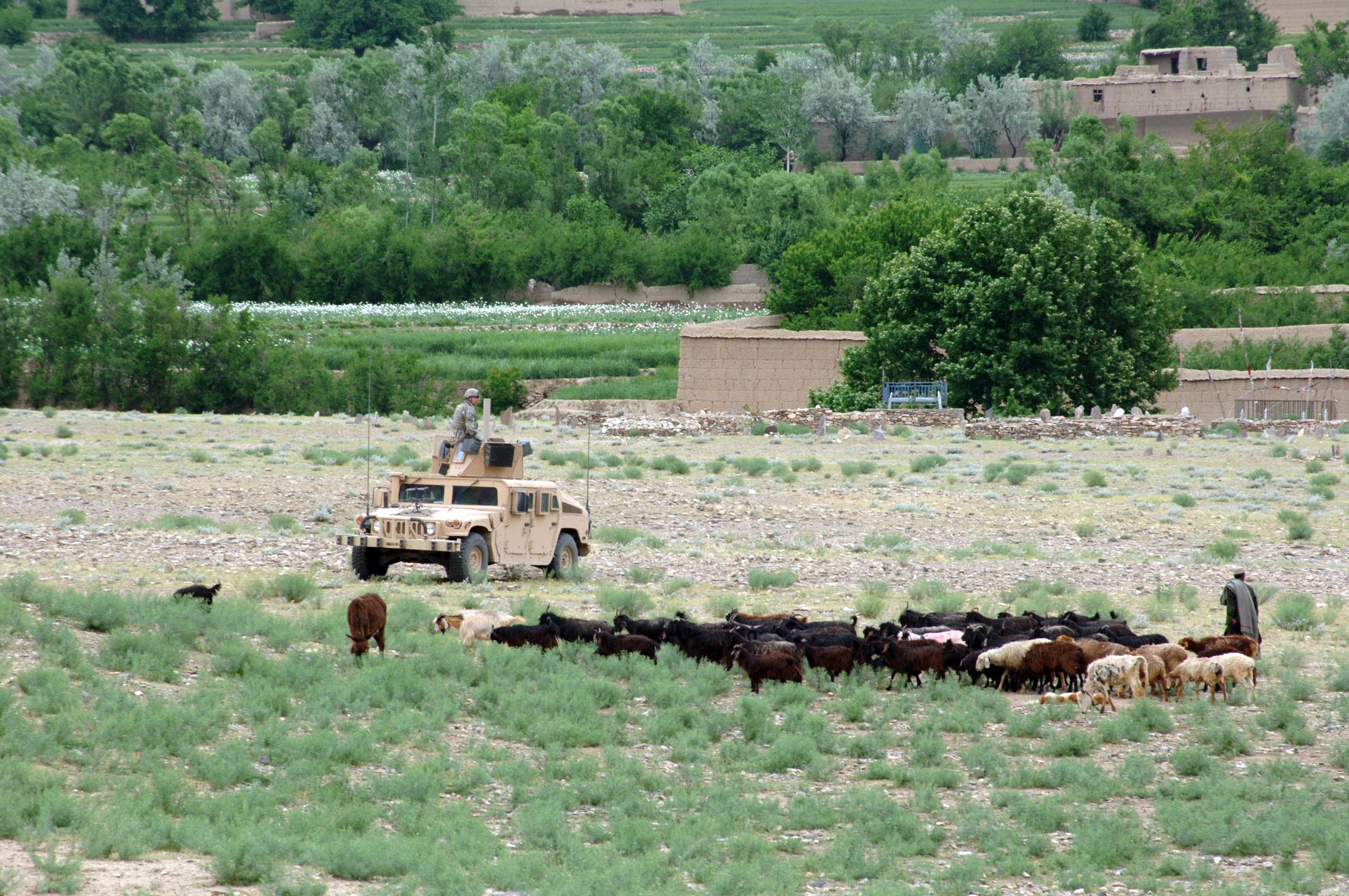
ولسوالی تگاب در ولایت کاپیسا.

ولایت کاپیسا از سوی شرق به ولایت لغمان، در سمت غرب آن ولایت پروان، شمال آن ولایت پنجشیر و بطرف جنوب آن ولایت کابل قرار دارد.
دریای (رودخانه) پنجشیر از شمال به سوی جنوب و جنوب شرق در جریان بوده، ولایت کاپیسا را از ولایت پروان جدا می‌سازد. کوه‌های سنجن، خم‌زرگر، ریگ‌روان، بولغین و شیرخان‌خیل در این ولایت قرار گرفته‌اند.
اقلیم کاپیسا سرد و خشک معتدل است. میانگین سالانه بارندگی آن در حدود ۴۰۰ میلی‌متر می‌باشد. حیوانات وحشی مانند شغال، خرس قهوه‌ای، کفتار راه‌راه و پلنگ در ارتفاعات کوه‌بند و کوه‌های نجراب زیست دارند.

خاک کاپیسا از خاک‌های چمنی و دشتی ترکیب گردیده‌است و منابع معدنی در ولایت کاپیسا عبارت است از ابرک، آهن و بریلیم.
آبیاری در این ولایت به وسیله جوی‌هایی صورت می‌گیرد که از رودخانه پنجشیر، رود شتل و رودخانهٔ غوربند سرچشمه می‌گیرند. رودهای بزرگ این ولایت که در ولسوالی‌های مرکزی آن قرار دارد عبارت از نهر خواجه، نهر رزاق، نهر ریگ‌روان و نهر افغان می‌باشد.
فراورده‌های کشاورزی در این ولایت عبارت از گندم، جو، جواری (ذرت)، برنج، پنبه و میوه‌های انگور، انار، توت، زردآلود، خربوزه و تربوز است و زعفران از اقلام مهم تجارتی در این ولایت محسوب می‌شود. بیشتر مردم کاپیسا کشاورز و مالدار (دامدار) هستند و حیوانات اهلی از قبیل گاو، گوسفند و بز را نگهداری می‌نمایند.

## مردم

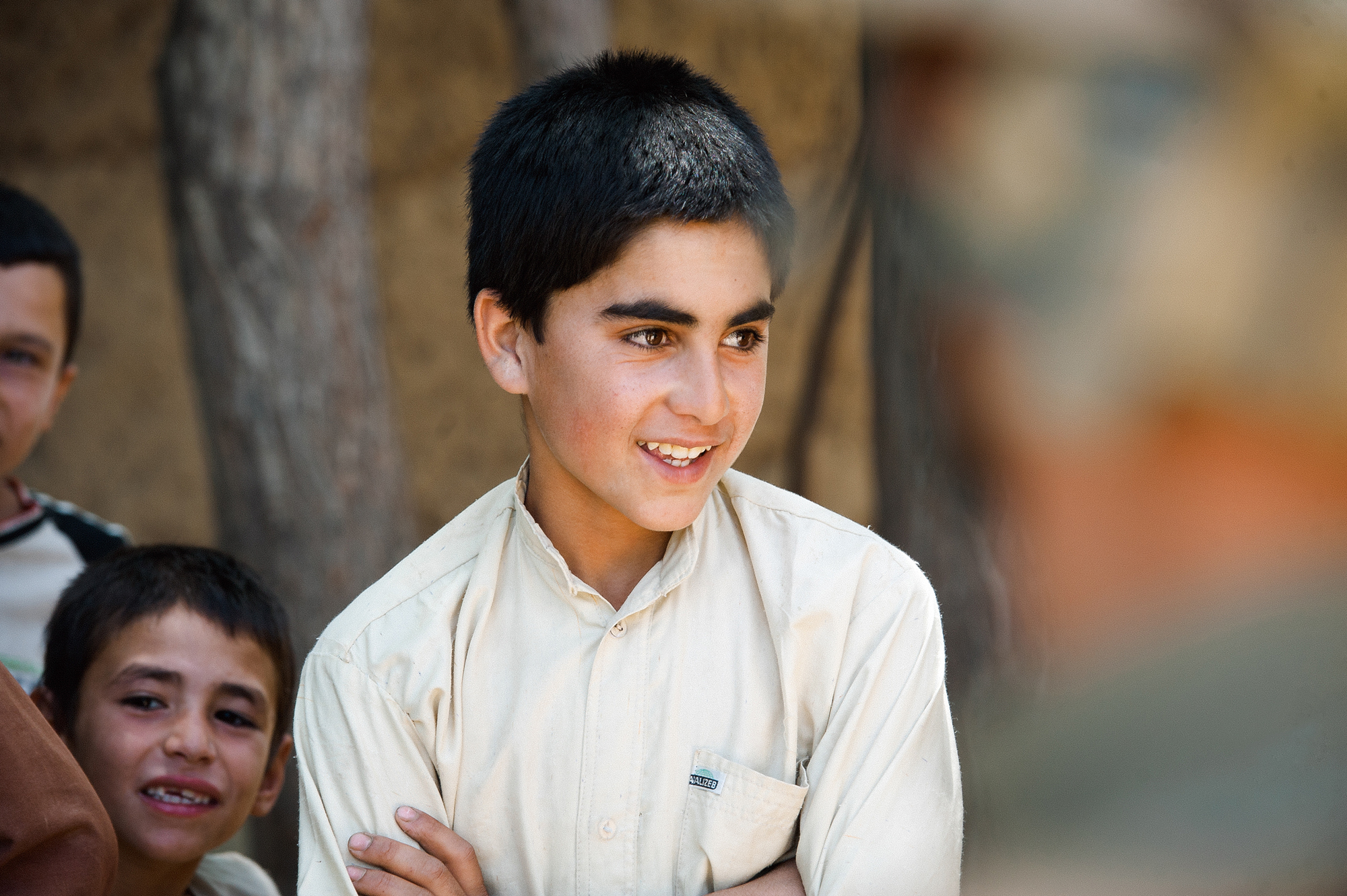
پسر بچه‌ای تاجیک اهل کاپیسا

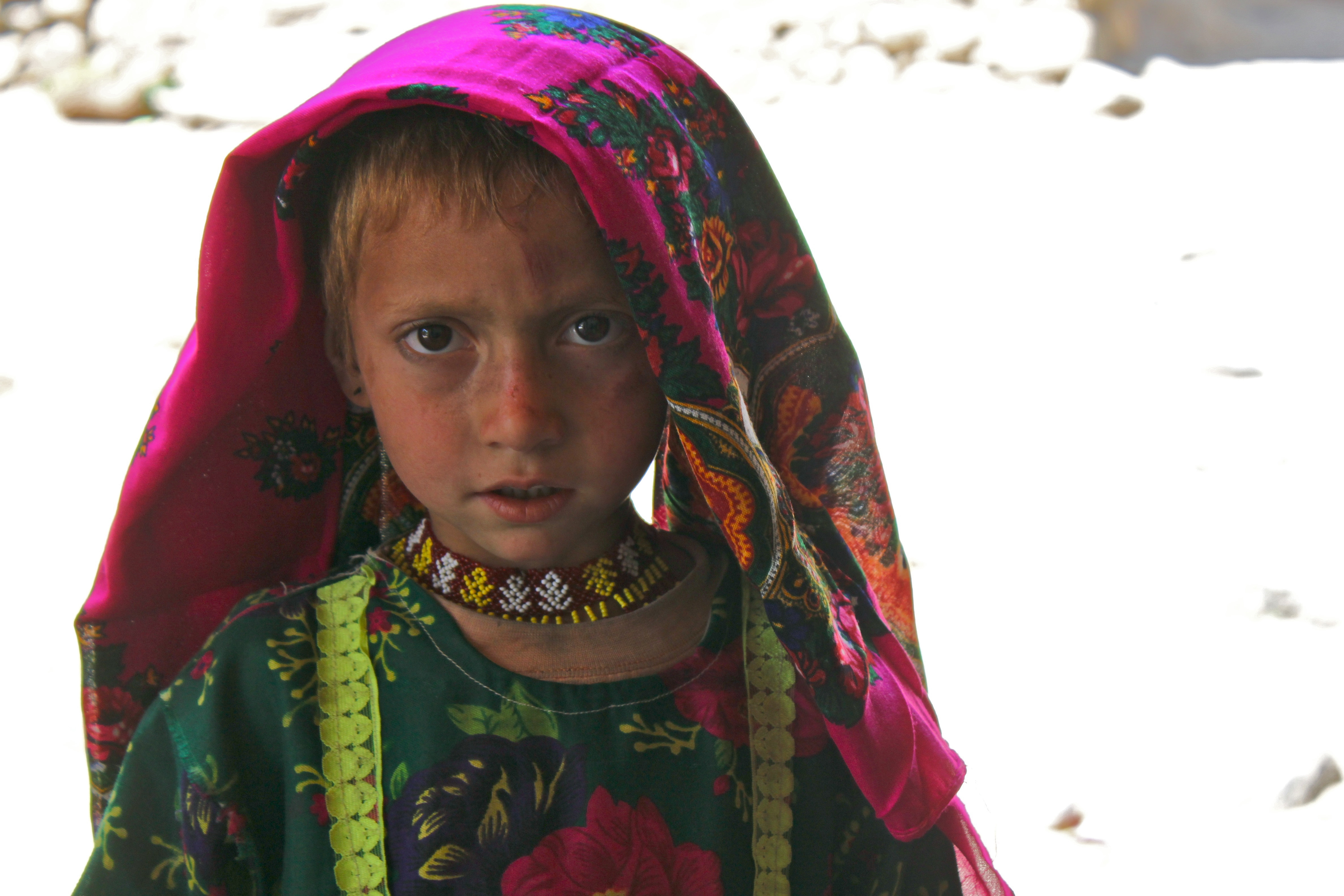
یک دختربچه از قوم پشه‌ای در کاپیسا

مردم کاپیسا از اقوام تاجیک، پشتون و پشه‌ای و نورستانی (قبایل کاتا و) هستند. اکثریت نفوس کاپیسا را تاجیک‌ها تشکیل می‌دهد. باشندگان کاپیسا به زبان‌های پارسی دری، پشتو، پشه‌ای و پراچی سخن می گویند.
منازل مردم این سرزمین به‌شکل دیوار خشتی، سقف چوبی، دیوار سنگی و سقف چوب‌پوش ساخته می‌شود. ولی در گذر زمان نیز پیشرفت کرده‌اند و چه از لحاظ خانه، درس، وغیره....

## اقتصاد

### زراعت
- جواری

ولایت کاپیسا در سال ١٣٩٩ از ٩ هزار هکتار باغ بالغ بر ٢۰ هزار تُن جواری به‌دست آمده است که نسبت به سال قبل ۱۵ درصد افزایش را نشان میدهد. کاپیسا از ولایت‌هایی است که آب فراوان و هوای مناسب برای کشت انواع مختلف نباتات دارد. در این ولایت بیش‌تر گندم، جواری، لوبیا، شرشم و ماش کشت می‌شود که بازدهی خوبی برای دهقانان دارد.

## فرهنگ
بر اساس آمار سال ۲۰۰۷ در این ولایت ۲۰۲۹ مسجد، ۲ بیمارستان و ۳۵ کلینیک بهداشتی درمانی.
در گذشته یک کارخانه نساجی  با نام کارخانه نساجی گلبهار و سینما نیز در این ولایت وجود داشت که در دوران جنگ شوروی در افغانستان از میان رفتند.

## آموزش
طبق آمار سال ۱۳۹۸ در این ولایت ۲۸۸ مرکز تعلیمی وجود دارد که ۲۳۶ باب آن مکتب میباشد که ۷۲ باب آن مکاتب ابتدائیه، ۸۰ باب متوسطه و ۸۴ باب لیسه میباشد.
همچنین در ولسوالی حصه اول کوهستان یک دانشگاه به نام دانشگاه البیرونی وجود دارد که توسط احمد شاه مسعود ساخته شده، دوره‌هایی را در رشته‌های کشاورزی، مطالعات اسلامی، مهندسی، پزشکی و ادبیات ارائه می‌کند.

## واحدهای اداری

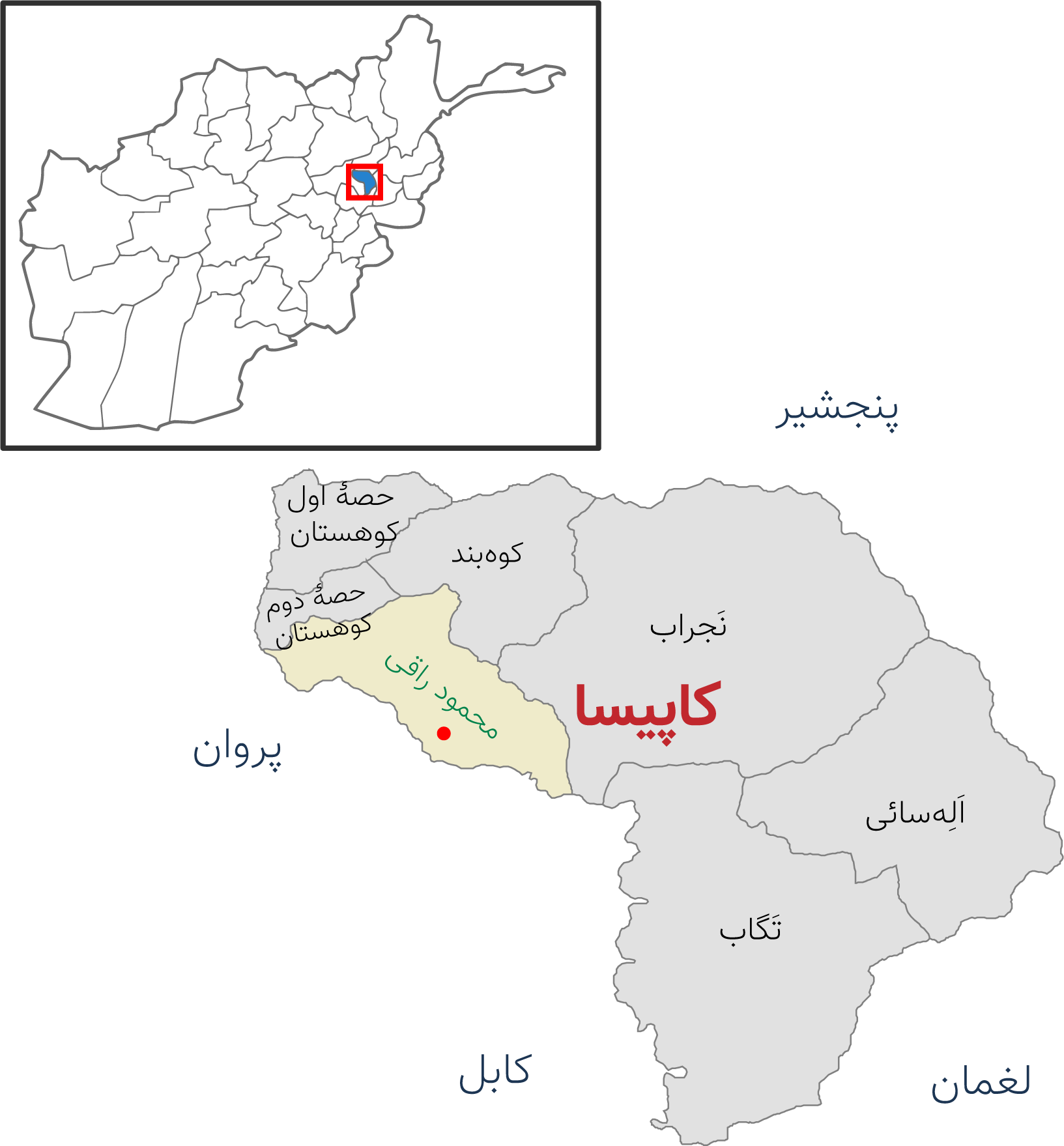
ولسوالی‌های کاپیسا

- اَلِه‌سائی
- تَگاب
- حصهٔ اول کوهستان
- حصهٔ دوم کوهستان
- کوه‌بند
- محمود راقی
- نِجراب